# Popice

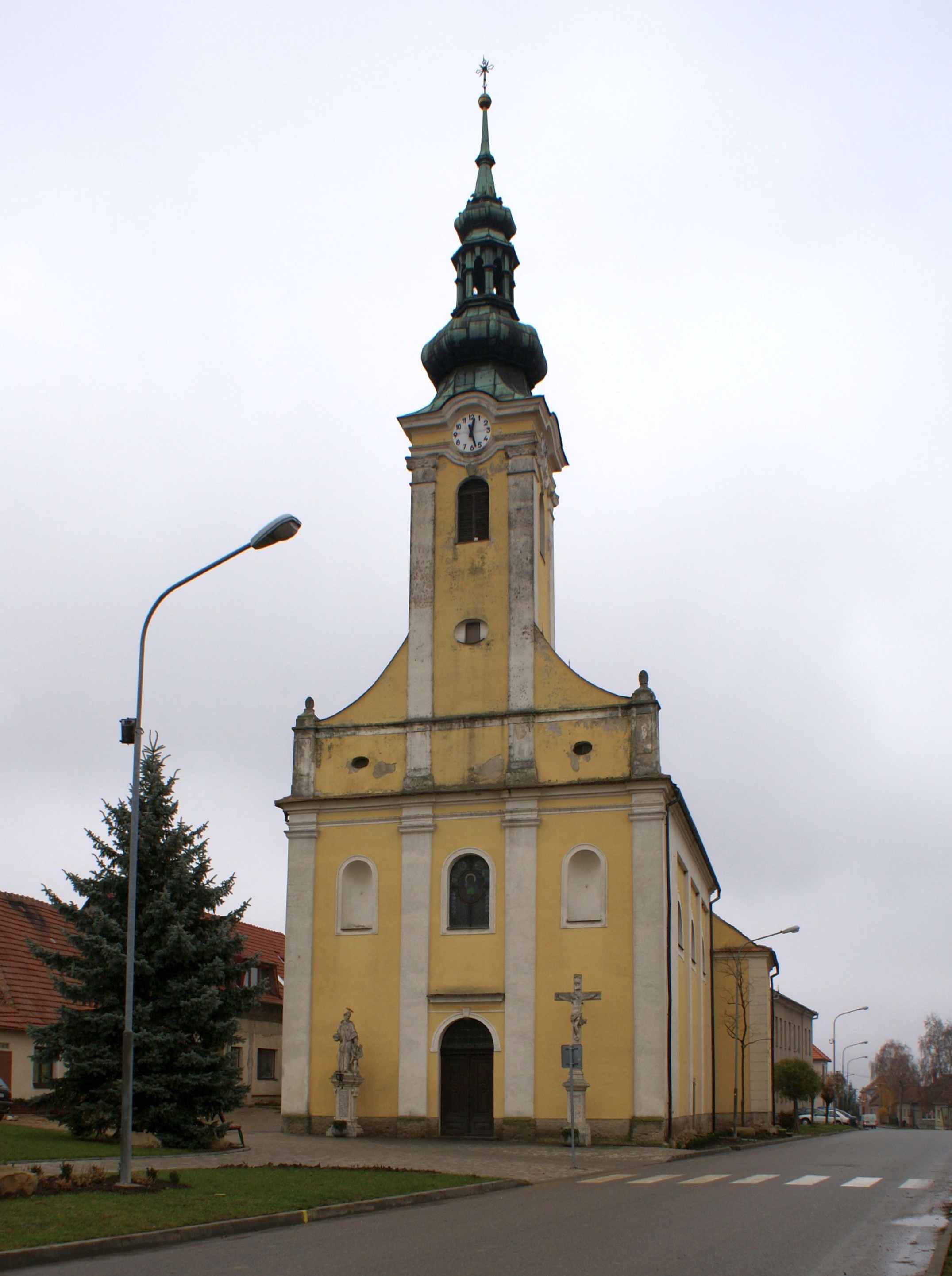
Kirche St. Andreas

Popice (deutsch Poppitz) ist eine Gemeinde in der Region Südmähren in Tschechien. Die Ortschaft liegt 24 Kilometer nordwestlich von Břeclav und gehört zum Okres Břeclav. der Ort ist als ein Breitstraßendorf angelegt.

## Geographie

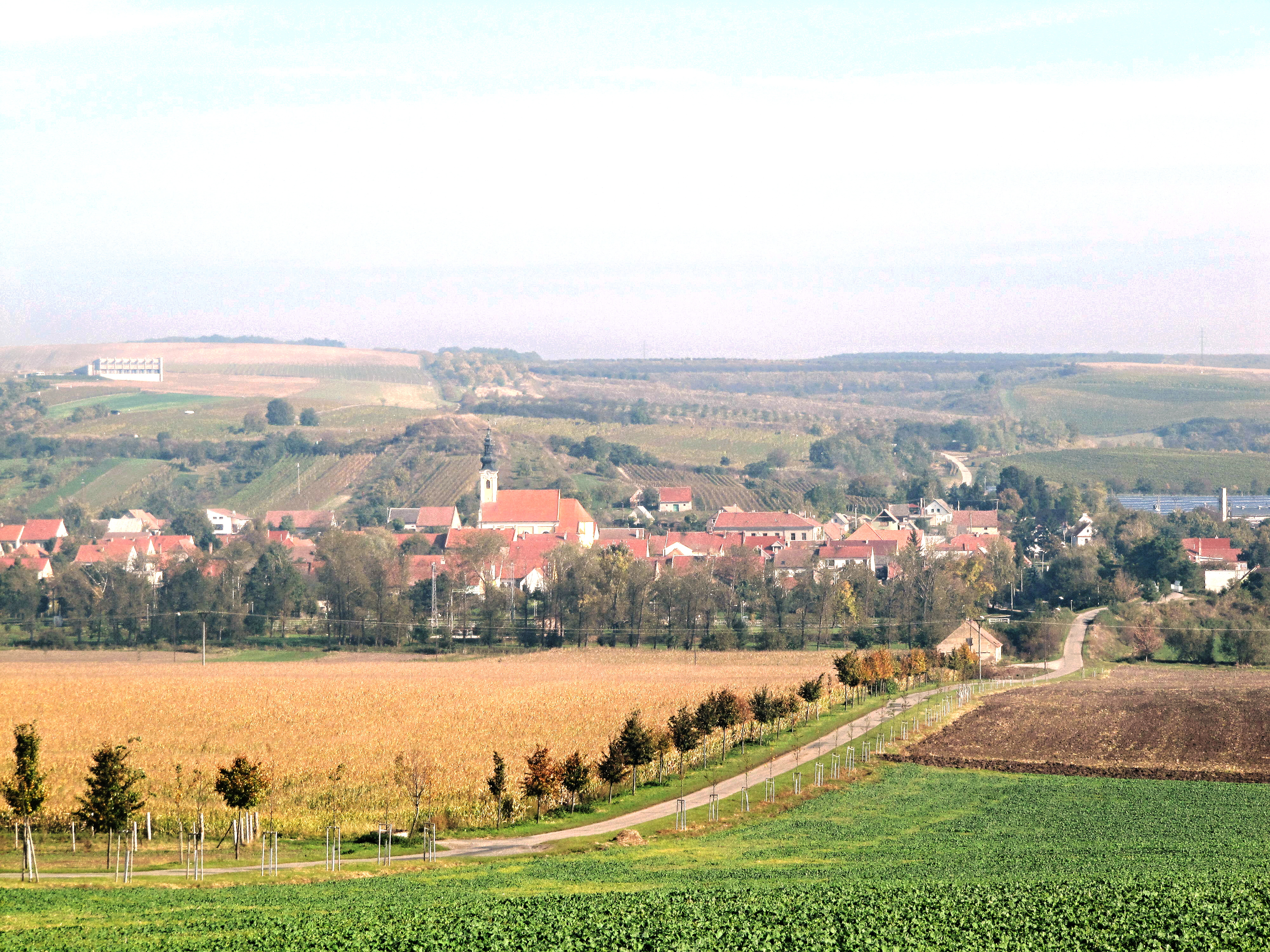
Popice

Das Dorf befindet sich am Fuße des Žlutý kopec (291 m) in der Talmulde des Popický potok.
Nachbarorte sind Uherčice im Norden, Starovice (Groß-Steurowitz) und Hustopeče (Auspitz) im Nordosten, Šakvice im Südosten, Strachotín (Tracht) im Süden sowie Pouzdřany (Pausram) im Westen.

## Geschichte
Die Ortschaft ist erstmals 1291 urkundlich erwähnt. Die bairisch-österreichische ui-Mundart (Dialekte) mit ihren speziellen Kennwörtern, wie Bui, Huit (Bub, Hut), weist auf eine Besiedlung durch bairische Stämme hin, die nach 1050, aber vor allem im 12./13. Jahrhundert erfolgte. Sie brachten Ackergeräte aus Eisen mit, setzten neue landwirtschaftliche Anbaumethoden sowie die ertragreiche Dreifelderwirtschaft ein.
Später wurde Poppitz zusammen mit dem Ort Pausram von Heinrich II. von Liechtenstein an das Kloster Kanitz verkauft. Nach der Auflösung des Klosters und den Zurückkauf von Poppitz durch die Familie Liechtenstein gehörte der Ort von 1414 bis 1848 zur Herrschaft Nikolsburg. Während der Hussitenkriege wurde der Ort im Jahre 1426 von Hussiten verwüstet.
In den Jahren 1541 lassen sich die Täufer in Poppitz nieder, wodurch die Ortschaft als evangelisch galt. Nach dem Sieg der kaiserlichen Truppen in der Schlacht am Weißen Berg am Anfang des Dreißigjährigen Krieges setzte die Gegenreformation in Mähren ein. Daraufhin wurden die Täufer im Jahre 1622 des Landes verwiesen. Die meisten zogen nach Siebenbürgen weiter. Während des Krieges wird Poppitz im Jahre 1621 von den Ungarn und 1645 von den Schweden unter Lennart Torstensson heimgesucht. Aufgrund der Bedeutung des Weinbaus in Poppitz erhielt der Ort im Jahre 1637 eine eigene Bergordnung. Durch den Bau eines Bahnhofs im Jahre 1839 erhält Poppitz einen Anschluss an das Bahnnetz. Im Jahre 1860 wird der Ort eine selbstständige Pfarre. Die Schule, welche 1621 erstmals erwähnt wird, wird im Jahre 1984 auf vier Klassen ausgebaut. Eine Freiwillige Feuerwehr wird im Jahre 1898 gegründet. Die Bevölkerung lebte größtenteils von der Vieh- und Landwirtschaft, wobei der Weinbau, für den 1/4 aller Anbauflächen genutzt worden ist, eine besondere Stellung einnahm. Angebaut wurden neben verschiedenen Getreidesorten auch diverse Obstsorten. Die Jagd auf Hirsche, Rehe, Hasen, Fasane und Rebhühner im Gemeindegebiet war ebenso einträglich. Ebenso gab es neben dem üblichen Kleingewerbe eine Mühle und eine Ziegelei in Poppitz.
Matriken werden seit 1691 geführt. Alle Geburts-, Trauungs- und Sterbematriken bis zum Jahre 1949 befinden sich im Landesarchiv Brünn. Grundbücher werden seit 1853 geführt.
Nach dem Ersten Weltkrieg kam der zuvor zu Österreich-Ungarn gehörende Ort, der 1910 zu 99,5 % von Deutschmährern bewohnt wurde, durch den Vertrag von Saint-Germain zur Tschechoslowakei. Maßnahmen folgten wie die Bodenreform und die Sprachenverordnung, wodurch es durch Siedler und neu besetzte Beamtenposten zu einem vermehrten Zuzug von Personen tschechischer Nationalität kam. Die Elektrifizierung des Ortes wurde im Jahre 1927 durchgeführt. Infolge des Münchner Abkommens wurde Poppitz zum 1. Oktober 1938 ein Teil des deutschen Reichsgaus Niederdonau.
Am 14. April 1945 wurde der Ort von sowjetischen Soldaten besetzt, dabei kam es zu schweren Ausschreitungen gegen die Zivilbevölkerung und in der Folge zu Ziviltoten. Nach dem Ende des Zweiten Weltkrieges (8. Mai 1945), der 74 Opfer forderte, kam die Gemeinde wieder zur Tschechoslowakei zurück. Nach dem Abzug der Roten Armee besetzten Tschechen die Häuser der deutschen Bewohner, später auch Legionäre aus Bessarabien. Es kam zu Misshandlungen, an denen eine Frau verstarb. Bis auf 28 Ortsbewohner wurden zwischen April und September 1946 alle Deutschsüdmährer „offiziell“ zwangsausgesiedelt.
In Übereinstimmung mit den ursprünglichen Überführungs-Zielen der Potsdamer Erklärung verlangte die Rote Armee den Abschub aller Sudetendeutschen aus Österreich nach Westdeutschland. Von den Vertriebenen konnten trotzdem 104 Poppitzer in Österreich verbleiben, die restlichen 1200 Personen wurden nach Deutschland weiter transferiert. Je zwei Personen wanderten in die USA und Australien aus.

## Wappen und Siegel
Das Siegel der Ortschaft wechselte im Laufe der Jahrhunderte. Das ursprüngliche Siegel zeigte einen Pflug, der durch ein Winzermesser (1750) und später durch einen Löwen mit einer Traube (19. Jahrhundert) ersetzt wurde.

## Bevölkerungsentwicklung
| Volkszählung                                                                  | Häuser | Einwohner insgesamt | Volkszugehörigkeit der Einwohner | Volkszugehörigkeit der Einwohner | Volkszugehörigkeit der Einwohner |
| Jahr                                                                          | Häuser | Einwohner insgesamt | Deutsche                         | Tschechen                        | andere                           |
| 1793                                                                          | 180    | 924                 |                                  |                                  |                                  |
| 1836                                                                          | 192    | 1.252               |                                  |                                  |                                  |
| 1869                                                                          | 259    | 1.361               |                                  |                                  |                                  |
| 1880                                                                          | 260    | 1.421               | 1.411                            | 10                               | 0                                |
| 1890                                                                          | 274    | 1.478               | 1.476                            | 1                                | 1                                |
| 1900                                                                          | 286    | 1.359               | 1.356                            | 2                                | 1                                |
| 1910                                                                          | 289    | 1.366               | 1.363                            | 2                                | 1                                |
| 1921                                                                          | 292    | 1.369               | 1.302                            | 32                               | 35                               |
| 1930                                                                          | 316    | 1.376               | 1.266                            | 78                               | 32                               |
| 1939                                                                          |        | 1.223               |                                  |                                  |                                  |
| Quelle: 1793, 1836, 1850 aus: Frodl, Blaschka: Südmähren von A–Z. 2006        |        |                     |                                  |                                  |                                  |
| Sonstige: Historický místopis Moravy a Slezska v letech 1848–1960, sv.9. 1984 |        |                     |                                  |                                  |                                  |

## Persönlichkeiten
- Gregor Lambek (* 27. September 1712 in Poppitz; † 27. Jänner 1781 in Klosterbruck), Abt des Prämonstratenserklosters Bruck
- Richard Manuel (1888–?), österreichischer Wasserballspieler

## Sehenswürdigkeiten
- Kirche St. Andreas (1696), Kupferturm (1863),
- Rosalienkapelle (1717)
- Marienkapelle (1815)
- Bildstock (16. Jahrhundert)
- Statue des Hl. Florian (2. Hälfte des 17. Jahrhunderts)
- Statue der Dreifaltigkeit (1867)
- Rathaus (1794, Neubau 1906)
- Kriegerdenkmal (1933)

## Sagen aus dem Ort
Unter den deutschen Ortsbewohnern gab es eine Vielzahl von Mythen:
- Die Schatzhüterin[13]

## Belege
1. ↑  http://www.uir.cz/obec/584819/Popice
2. ↑  Český statistický úřad – Die Einwohnerzahlen der tschechischen Gemeinden vom 1. Januar 2023 (PDF; 602 kB)
3. ↑  Leopold Kleindienst: Die Siedlungsformen, bäuerliche Bau- und Sachkultur Südmährens, 1989, S. 9
4. ↑  Hans Zuckriegl: Wörterbuch der südmährischen Mundarten. Ihre Verwendung in Sprache, Lied und Schrift. 25,000 Dialektwörter, 620 S. Eigenverlag. 1999.
5. ↑  Bernd Längin: Die Hutterer, 1986, S. 237.
6. ↑  Acta Publica Registrierungspflichtige Online-Recherchen in den historischen Matriken des Mährischen Landesarchivs Brünn (cz, dt). Abgerufen am 13. März 2011.
7. ↑  Wolfgang Brügel: Tschechen und Deutsche 1918 – 1938, München 1967
8. ↑  Alfred Schickel, Gerald Frodl: Geschichte Südmährens. Band III. Maurer, Geislingen/Steige 2001, ISBN 3-927498-27-0.
9. ↑  Alfred Schickel, Gerald Frodl: Geschichte Südmährens. Band 3: Die Geschichte der deutschen Südmährer von 1945 bis zur Gegenwart. Südmährischer Landschaftsrat, Geislingen an der Steige 2001, ISBN 3-927498-27-0, S. 605 (Vertreibungstransporte aus dem Kreis Znaim).
10. ↑  Cornelia Znoy: Die Vertreibung der Sudetendeutschen nach Österreich 1945/46, Diplomarbeit zur Erlangung des Magistergrades der Philosophie, Geisteswissenschaftliche Fakultät der Universität Wien, 1995
11. ↑  Alfred Schickel, Gerald Frodl: Geschichte Südmährens. Band 3: Die Geschichte der deutschen Südmährer von 1945 bis zur Gegenwart. Südmährischer Landschaftsrat, Geislingen an der Steige 2001, ISBN 3-927498-27-0, S. 212 f. (Poppitz).
12. ↑  Bruno Kaukal: Die Wappen und Siegel der südmährischen Gemeinden, 1992, Poppitz S. 184
13. ↑  Oberleitner/Matzura: Südmährische Sagen, 1921, S. 122.